# Бертрам Майрон Гросс
Бертрам Майрон Гросс (англ. Bertram Myron Gross; 1912—1997) — американський політолог, професор політичних наук в Коледжі ім. Гантера, службовець федерального рівня. Здобув популярність завдяки своїй книзі «Доброзичливий фашизм» (1980), а також як первинний автор «Закону про повну зайнятість і збалансоване зростання» (США, 1978). Батько фізика і нобелівського лауреата Девіда Гросса.

## Біографічні відомості
Народився у Філадельфії в єврейській родині з Угорщини та Чехословаччини. Навчався в Пенсильванському університеті, де спеціалізувався з філософії та англійської мови. По закінченню навчання отримав ступінь магістра за напрямом «Англійська література». Незважаючи на відсутність наукового ступеня з економіки, Бертрам Гросс зіграв важливу роль у зміні американської політики і законодавства, що було наріжним каменем Нового курсу президента Рузвельта. З 1941 по 1945 рр. брав участь у роботі низки комітетів Сенату США. Підготував два законодавчі пропозиції «повної зайнятості» Рузвельта та Трумена 1944 і 1945 рр., де вперше було чітко сформульовано, що повна зайнятість з метою забезпечення прожиткового мінімуму має бути національним пріоритетом. Згідно з цим законопроєктом було створено Раду економічних консультантів при президентові, в якому з 1946 по 1952 рр. він обіймав посаду першого керуючого секретаря.
Потім разом з сім'єю переїхав до Ізраїлю, де з 1953 по 1956 рр. обіймав посаду консультанта з економіки в Канцелярії прем'єр-міністра, а також отримав посаду запрошеного професора в Єврейському університеті, де взяв участь у створенні кафедр державного управління і управління торговельно-промисловою діяльністю. У 1960 р. повернувся в США і поступив на роботу на кафедру політології Університету р. Сиракьюс (штат Нью-Йорк, США), де пропрацював вісім років. У 1961—1962 рр. був співробітником Центру передових досліджень в області поведінкових наук в Пало-Альто, а в 1962—1963 — лектором у Гарвардській ділової школі .
У 1970 р. Він зайняв пост президента Товариства досліджень з загальної теорії систем. Тоді ж він отримав звання заслуженого професора в Коледжі ім. Гантера (р. Нью-Йорк), де залишався аж до своєї відставки в 1982 р. У цьому ж коледжі отримав посаду професора державної політики і планування (англ. Public Policy and Planning) та урбаністики (англ. Urban Studies).
З 1982 р. і до смерті в 1997 р. Він обіймав посаду запрошеного професора в приватному католицькому Коледжі Святої Марії (передмістя Окленда, штат Каліфорнія, США), має свої навчальні програми з ділової управління.
Гросс був початковим автором «Закону про повну зайнятість і збалансоване зростання», який введено в 1978 р. А. Хокінсом. В пам'ять про його діяльність Коаліція з проведення кампанії за ліквідацію бідності та забезпечення повної зайнятості (англ. Campaign to Abolish Poverty/Full Employment Coalition) з 1999 р. присуджує щорічну премію ім. Бертрама Гросса.

## Основні ідеї
Інформація завжди була стратегічним джерелом влади. З незапам'ятних часів учитель, священик, цензор і шпигун допомагали деспотам управляти поневоленими народами. У фашистських диктатурах минулого партійний пропагандист замінив священика, а контроль над умами за допомогою керованої інформації став таким же важливим, як і тероризм, тортури і концентраційні табори.
У книзі «Доброзичливий фашизм: Новий вигляд влади в Америці» (англ. Friendly Fascism: The New Face of Power in America), вперше опублікованій в 1980 р., Бертрам Гросс передбачив появу в Америці в кінці 20 ст. нової форми фашиствуючих думки та соціальної політики. На думку Гроса, владна еліта, що включає в себе корпоративну, урядову і військову суперструктуру країни, схиляється до все зростаючому застосування всіх можливих засобів з обширного арсеналу «дружнього переконання» з метою завоювати серця і розум звичайних американців, що дозволило автору ввести поняття «доброзичливий фашизм».
Концепція дружелюбного фашизму відображає дві протилежні тенденції в політиці Сполучених Штатів та інших країн т. зв. «вільного світу».
- З одного боку, має місце повільний, але потужний дрейф у напрямку до дедалі більшої концентрації влади і багатства в руках репресивного союзу розрісся і корумпованого державного апарату з великим капіталом (англ. Big Business — Big Government partnership). Цей дрейф призводить до нової і тонко керованої формі корпоративного рабства.
- C іншого боку, спостерігається більш повільна і менш сильна тенденція — прагнення окремих осіб і груп людей домогтися більшої участі у рішеннях, що стосуються їх самих, так і інших людей. І ця тенденція — щось більше, ніж просто реакція на авторитаризм.

Поняття «доброзичливий фашизм» допомагає відрізнити дане можливе майбутнє від відверто ворожого корпоративізму класичного фашизму, що мав місце в Німеччині, Італії та Японії у першій половині 20 ст. Воно також протиставляється різних форм залежної, чи підлеглого, фашизму, підтримуваного урядом США в Сальвадорі, Гаїті, Аргентині, Чилі, Південної Кореї, Філіппінах та інших країнах у другій половині 20 ст.
|                            | Класичний фашизм | «Доброзичливий» фашизм |
| -------------------------- | --- | --- |
| Тип владної структури      | Олігархічний союз уряду і великого капіталу. Лідером виступає харизматичний диктатор або підставна особа. В основі ідеології — ідеї військової експансії і расової переваги.   | Злиття великого капіталу з державним апаратом. Нова технократична ідеологія. Більш розвинене мистецтво правління і обдурення народу. |
| Метод придушення опозиції  | Усунення багатопартійних протиріч за допомогою відкритої підривної діяльності. Дотримання прав людини і використання демократичних механізмів зведені до мінімуму.             | Таємна підривна діяльність: маніпуляція демократичними механізмами і правами людини, контроль за діяльністю партій. |
| Метод знищення неугодних   | Жорстокий, тотальний і добре фінансований терор. Фізичне усунення тих, хто обраний козлом відпущення.                                                                          | Прямий терор з меншим рівнем насильства за рахунок професійних і маловитратних військових дій комбінується з таємним терором — розпалюванням етнічних конфліктів, пошуком багатьох «зовнішніх загроз», організацією масових заворушень. |
| Способи переконання        | Безперервна пропаганда, посилена діяльністю шпигунів і інформаторів. Її мета — забезпечити підтримку еліти і мобілізувати маси.                                                | Інформаційна війна, посилена високотехнологічними засобами контролю та стеження, мета якої — підпорядкувати свідомість еліти і паралізувати маси.                                                                                       |
| Способи заохочення         | Створення великої кількості робочих місць, утримання фіксованих цін, роздача військових трофеїв — для широких мас. Забезпечення кар'єрного зростання — для найвідданіших осіб. | Дозовані винагороди у вигляді посад і великих сум грошей — для еліти; професійний ріст, розширення прав споживачів — для деяких груп населення; система соціального забезпечення, обумовлена гарною поведінкою, — для широких мас.      |
| Способи відволікання уваги | Ослаблення занепокоєння допомогою масових видовищ, масових дій, реального кровопролиття.                                                                                       | Більш різноманітні способи розради: секс, психоактивні речовини, божевілля, релігійні культи, а також алкоголізм, азартні ігри, спортивні змагання і сцени вкрай жорстокого насильства.                                                 |
| Тип живучості системи      | Внутрішня життєстійкість, заснована на безперервній, божевільної і в кінцевому підсумку самогубною військової експансії.                                                       | Внутрішня життєстійкість, заснована на ретельно продуманій військової експансії, на реформах, що підсилюють існуючу політичну систему, на багаторівневій кооптації незадоволених осіб і на політичну апатію мас.                        |

Гросс дає читачеві слабку надію на запобігання ери неофашизму. Він закликає підняти устремління людей, для чого необхідно сформулювати ясні і благородні цілі, і досить загальні, щоб захопити ними широкі маси. Але при цьому закликає залишатися реалістами, щоб зменшити почуття розчарування і уникнути апатії, здатної привести до відступу. Він також стверджує, що допомога обізнаних осіб, т.е. осіб, що мають доступ до прихованої інформації впливових організацій (корпорацій, урядів, військових відомств), є необхідною і прийнятною.
Гросс скептично налаштований до ідеї національно-визвольного руху:
«Раніше багато ліві революційні рухи переслідували мету скинути ярмо імперіалізму шляхом об'єднання з вітчизняними капіталістами в „національних революціях“. Однак часто траплялося так, що місцеві капіталісти витісняли минулих землевладельческих олігархів в прагненні зав'язати — а аж ніяк не розірвати — партнерські відносини з іноземним капіталом».
А зважаючи на те, що ера «дружнього» фашизму, на відміну від фашизму класичного, не настане раптово, він відкидає і марксистське уявлення про швидку загибель капіталістичної системи:
«…Я не можу погодитися з застарілим марксистським уявленням про капіталізмі або імперіалізмі, скидають „фіговий листок“ або маску. Це подання передбачає процес не більш тривалий, ніж стриптиз. […] На мою ж думку, навпаки, одна з найбільших небезпек полягає як раз в повільному процесі, за допомогою якого доброзичливий фашизм проявить себе. Для більшості населення ці зміни непомітні. Навіть ті, хто найбільш сприйнятливий до небезпеки, здатні бачити тільки частину [загальною] картини, поки не стає занадто пізно. У більшості ж людей, включаючи істориків і соціологів, сприйняття фундаментальних змін приходить тільки після оцінки минулих подій. А до того часу, маючи на руках всі докази, стане, нарешті, очевидно, що нове рабство, можливо, вже давно настав».

## Відгуки
П'єр Доммерг, оглядач французького журналу «Монд Дипломатик», у своїй статті «Авторитаризм в демократичній масці» зауважив, що «американська преса в основному обійшла мовчанням нову книгу Бертрама Гросса», а також охарактеризував останнього як людини, який «деколи впадає в песимізм, але ніколи — в безвихідь». На думку автора статті, американський політолог не є утопістом або послідовником «теорії змови»:
«Гросс не пропонує нової утопії в дусі Уеллса. Знаючи, що дійсність перевершує фантастику, він обмежується перерахуванням окремих симптомів, доводячи, що вони поступово складаються в якесь єдине ціле. Гросс є противником як „теорії змови“, вважаючи, що не існує заздалегідь узгоджений глобальний план тих чи інших тенденцій, а безліч паралельних ініціатив, часом суперечливих, часом збіжних, так і детерминистов всіх мастей, які вигукували: „Фашизм прийде завтра ж!“, або: „У нас такого бути не може!“»
Майкл Паренти, американський політолог і марксист, у своїй роботі «Брудні істини» (англ. Dirty truths) упоминул про одну обставину, пов'язану з роботою Гросса над книгою «Доброзичливий фашизм»:
«У 1971 році ми з Бертрамом Гроссом влаштували з цього приводу дебати. Він стверджував, що фашизм можливий, але як майбутня тенденція в Сполучених Штатах; це може статися тут [у США]. Я ж стверджував, що елементи фашизму вже укладені в державній структурі більшості капіталістичних демократій, включаючи і нашу. Кожен з нас написав статтю з викладом своїх позицій, він у журналі „Соціальна політика“, я — „Транзакції“. Роками пізніше він написав книгу „Доброзичливий фашизм“, книгу, в якій він взяв мій аргумент. У подальшому обговоренні він сказав, що моя стаття його переконала, втім я марно шукав у його книзі цитату [з посиланням на мене]».
У 1985 р. майбутній ідеолог Перебудови А. Н. Яковлєв опублікував свою книгу «Від Трумена до Рейгана», в якій позитивно оцінив аналіз Бертрамом Гроссом логіки розвитку репресивних форм контролю над суспільством в США. Він звернув увагу на дві тенденції посилення яких передбачав американський вчений: це і використання проти широких мас методів придушення, які застосовувалися проти негритянських активістів та національних меншин у 1960-70-ті рр., і метод т.н. «поетапного терору» — блокування професійного зростання, звільнення, залякування і навіть арешт за сфабрикованими свідченнями.
Микола Романов, оглядач тижневика «Літературна газета», у своїй статті «Ребарбора, або Керована деградація» згадує про відвідування Бертрамом Гроссом Москви в 1987 р. з метою вивчення Перебудови і додає: «Міцний дідуган вже тоді передбачав, що, почавшись із захвату перебудови, наше телебачення закінчить наручниками для мізків. Новий фашизм, запевняв мене Гросс, буде „фашизмом з усмішкою“ — симпатичним на вигляд і на слух. Але від цього не зміниться його сенс».

## См. також
- Девід Гросс
- Антифашизм
- Фашизм
- Визначення фашизму
- Історія фашизму
- Капіталізм
- Імперіалізм
- Неофашизм

## Твори
- Gross B. M. {{{Заголовок}}}. («Анотована бібліографія з державного економічного планування»)
- Gross B. M. {{{Заголовок}}}. («Управління організаціями: Адміністративна боротьба»)
- Gross B. M. {{{Заголовок}}}. («Про ситуацію в країні: Аналіз соціальних систем»)
- Gross B. M. {{{Заголовок}}}. («Запланована діяльність: Управління економічним розвитком»)
- Gross B. M. {{{Заголовок}}}. («Організації та їх управління»)
- Gross B. M. {{{Заголовок}}}. («Велике суспільство?»)
- Gross B. M. {{{Заголовок}}}. («Законодавча боротьба: Дослідження соціальних битв»)
- Gross B. M. {{{Заголовок}}}. («Доброзичливий фашизм»: Новий вигляд влади в Америці")

### В російському перекладі
- Гросс Б. {{{Заголовок}}}.
- Гросс Б. {{{Заголовок}}}. — ISBN 5-01-003287-2.